# レボナジフロキサシン
レボナジフロキサシン（英：Levonadifloxacin（商品名Emrok））は、フルオロキノロン系の抗生物質である 。化学的には、ラセミ体であるナジフロキサシンの(S)-光学異性体である。
インドでは、グラム陽性菌による皮膚や軟部組織の感染症の治療薬として承認されている。肺炎レンサ球菌、化膿レンサ球菌、インフルエンザ菌、モラクセラ・カタラーリスなどの耐性菌に対する使用の可能性も研究されている。
レボナジフロキサシンは経口バイオアベイラビリティが低い。この問題を軽減するために、レボナジフロキサシンのプロドラッグであり、経口バイオアベイラビリティの高いAlalevonadifloxacinが開発された。